# Estatua de Asurbanipal (San Francisco)
Asurbanipal, también conocido como el monumento Asurbanipal o la estatua de Asurbanipal, es una escultura de bronce de Fred Parhad, un artista de ascendencia asiria. Está ubicado frente al Centro Cívico de la ciudad de San Francisco, en el estado de California (Estados Unidos). La estatua de 4,6 m representa al rey asirio del mismo nombre y fue encargada por la Fundación Asiria para las Artes y presentada a la ciudad en 1988 como regalo del pueblo asirio. Según los informes, la escultura costó 100 000 dólares. Es administrado por la ciudad y el condado de San Francisco y la Comisión de las Artes de San Francisco.
El trabajo de Parhad fue recibido con algunas críticas por los asirios locales, quienes argumentaron que era inexacto retratar a Asurbanipal sosteniendo una tablilla de arcilla y un león, o vistiendo una falda corta. Los críticos pensaron que la estatua se parecía más al rey sumerio Gilgamesh. Parhad defendió la precisión de su trabajo, aunque también admitió que se tomó libertades artísticas.

## Contexto
En la escultura asiria, las famosas figuras colosales o lamassu guardianes de la entrada a menudo iban acompañadas de un héroe que agarraba un león que se retorcía con una mano y, típicamente, una serpiente con la otra, también colosales y en alto relieve; estos son generalmente los únicos otros tipos de altorrelieve en la escultura asiria. Continúan la tradición del Maestro de los animales en el arte mesopotámico y pueden representar a Enkidu, una figura central en la epopeya mesopotámica antigua de Gilgamesh. En el palacio de Sargón II en Khorsabad, un grupo de al menos siete lamassu y dos de esos héroes con leones rodeaban la entrada a la "sala del trono", "una concentración de figuras que producía una abrumadora impresión de poder". El arreglo se repitió en el palacio de Senaquerib en Nínive.

## Historia
Asurbanipal fue diseñado por Fred Parhad, un artista nacido en Irak de ascendencia asiria. Parhad rechazó los estudios formales de arte en la Universidad de California en Berkeley y se mudó a Nueva York, donde el Museo Metropolitano de Arte le permitió estudiar su colección asiria. La obra fue encargada por la Fundación Asiria para las Artes bajo la dirección de su presidente, Narsai David. La Fundación Assyrian Universal Alliance también afirma haber encargado el trabajo. Se recolectaron fondos de los asirios en todos los Estados Unidos.
En 1987, The Telegraph informó que el trabajo costó 100 000 dólares y era la primera estatua de bronce "considerable" de Asurbanipal. Fue presentada a la Ciudad de San Francisco como un regalo del pueblo asirio el 29 de mayo de 1988, descubierta en la entrada del Museo de Arte Asiático en Van Ness Avenue. La estatua ahora se encuentra en Fulton Street, entre la Biblioteca Principal y el Museo de Arte Asiático, dentro del Centro Cívico de la ciudad. Es administrado por la Ciudad y el Condado de San Francisco y la Comisión de las Artes de San Francisco.
El Instituto Smithsoniano enumera a Frank Tomsick como el arquitecto de la instalación y MBT Associates como su estudio de arquitectura. Asurbanipal fue encuestado por el programa Save Outdoor Sculpture del Instituto Smithsoniano en 1992. En 1996, la Asociación de Investigación Urbana y Planificación de San Francisco estaba desarrollando planes para un centro comercial peatonal en el Centro Cívico; un planificador abogó por la construcción de un jardín asirio, que incluyera flores de loto, granados y juncos, en el sitio de la estatua.

## Descripción
La estatua de bronce patinado de 2,4 m está montada sobre una base y un pedestal. El conjunto mide 4,6 m de altura y pesa 816 kg. Representa a Asurbanipal, el rey asirio conocido por construir la Biblioteca de Asurbanipal, la primera y más grande de Nínive. El rey barbudo se muestra con aretes y túnica corta; sostiene una tablilla de arcilla en una mano y sujeta un león pequeño, siguiendo la perspectiva jerárquica del arte antiguo asirio, contra su pecho con la otra. Según la base de datos de marcadores históricos, la escritura cuneiforme inscrita en la tablilla dice: "Paz al cielo y a la tierra/Paz a los países y ciudades/Paz a los habitantes de todas las tierras/Esta es la estatua presentada a la ciudad de San Francisco por los asirios pueblo en el año 210 de la soberanía de América".
La estatua de cuerpo entero está en un pedestal adornado con un diseño de flores de loto y una base de hormigón con un revestimiento antigrafiti. La base incluye rosetones y una placa de bronce. Una inscripción debajo de la estatua contiene el texto de la tablilla en inglés, cuneiforme acadio y arameo. El texto "Asurbanipal, rey de Asiria, 669–627 a. C." aparece arriba y el texto "Dedicado el 29 de mayo de 1988" aparece debajo, ambos en inglés. Otra inscripción debajo de la estatua dice: "Presentado a la ciudad de San Francisco por la Fundación Asiria para las Artes a través de donaciones de la Asociación Asiria Estadounidense de San Francisco / Federación Nacional Asiria Estadounidense", seguida de una lista de nombres de donantes. En diciembre de 2010, el San Francisco Chronicle informó que faltaba una gran placa de la escultura.

## Recepción

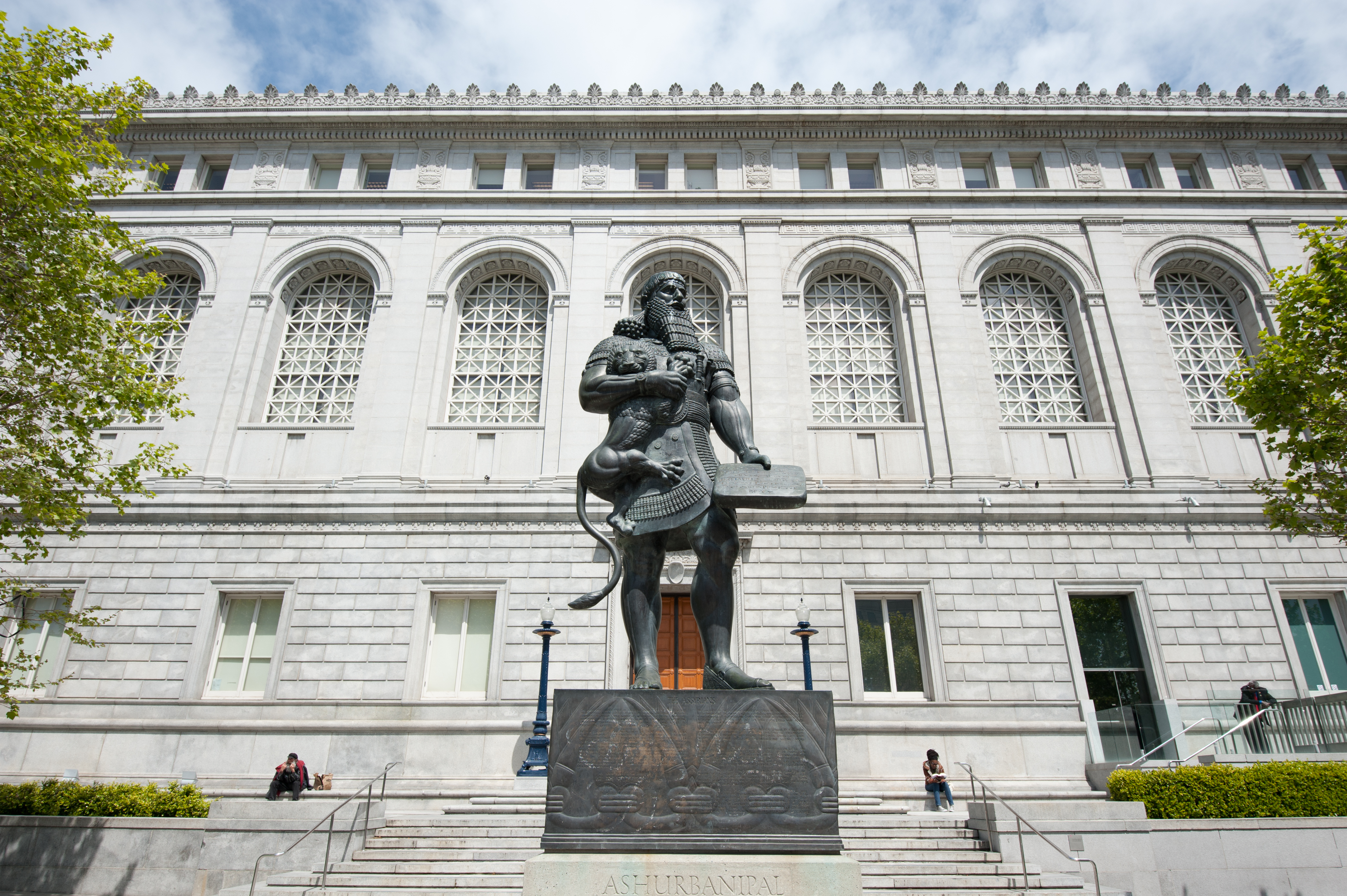
La estatua, montada en su base frente al Museo de Arte Asiático, en 2011.

En diciembre de 1987, cuando comenzaron a circular noticias sobre el trabajo encargado, los asirios locales acusaron a Parhad de tergiversar a Asurbanipal. Las críticas incluyeron la representación del rey sosteniendo una tablilla y un león, y por vestirlo con una falda corta. Los críticos pensaron que la estatua representaba mejor al rey sumerio Gilgamesh. Un crítico dijo:
« Es muy simple. La estatua representa a Gilgamesh.... Ningún asirio tiene derecho a imaginar cosas sobre nuestro rey. Es exactamente como hacer una copia de la Estatua de la Libertad y decir que es George Washington.... Los reyes asirios no usaban faldellines. No habrían estado sosteniendo un león o un libro. Es un insulto a los asirios ».
Narsai David respondió:
« Tienen derecho a su opinión.... Nunca hemos dicho que se trata de una reproducción con calidad de museo.... Siempre hemos dicho que esta es una caracterización de Asurbanipal hecha por un artista del siglo XX. Si eligen pensar en esto como Gilgamesh, son libres de hacerlo ».
Maureen (Renee) Kovacs, quien tradujo The Epic of Gilgamesh (Stanford UP, 1989), dijo que la estatua no representaba ni a Asurbanipal ni a Gilgamesh, sino más bien a una "figura protectora, como un guardia" mesopotámica. Parhad defendió la precisión de su trabajo, al tiempo que admitió que se tomó libertades artísticas e intentó incorporar los diversos aspectos de la cultura asiria, desde su dominio de la caza hasta su admiración por la escritura. Dijo de la escultura:
« La pieza tiene cualidades auténticas, pero también es mi estatua.... Con los aretes y la ropa y el cabello y sus dagas, es Asurbanipal. Pero en la elección [de postura], el hecho de que esté sosteniendo una tablilla y un león, eso es mío. Quería que yo mismo estuviera representado en la pieza».